# Wadym Jewtuschenko

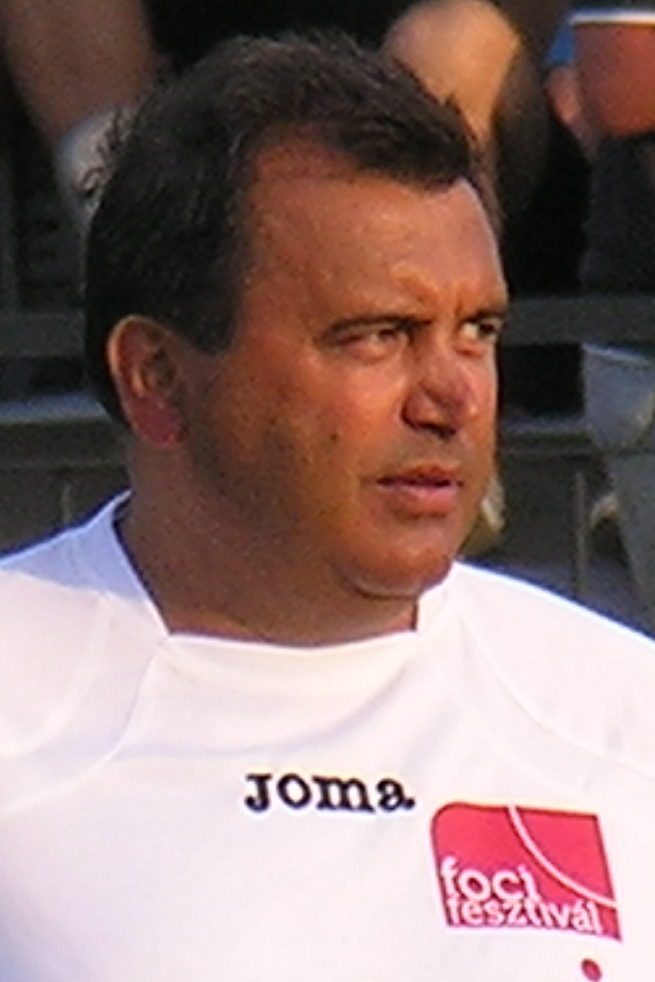
Wadym Jewtuschenko 2011

Wadym Anatolijowytsch Jewtuschenko (ukrainisch Вадим Анатолійович Євтушенко, russisch Вадим Анатольевич Евтушенко Wadim Anatoljewitsch Jewtuschenko; * 1. Januar 1958 in Pjatychatky, Oblast Dnipropetrowsk, Ukrainische SSR) ist ein ukrainischer Fußballtrainer und ehemaliger sowjetisch-ukrainischer Fußballspieler.
Der Mittelfeldspieler war Teil der großen Mannschaft Dynamo Kiews Mitte der 1980er Jahre und nahm mit der Fußballnationalmannschaft der UdSSR an zwei Fußballweltmeisterschaften teil. Seit Mitte der 1990er Jahre coacht er unterklassige schwedische Fußballvereine, seit 2001 den Drittligisten Valsta Syrianska IK.
Jewtuschenko begann seine Laufbahn 1979 bei Sirka Kirowohrad, wechselte aber bereits nach einem Jahr zu Dynamo Kiew. Dort wurde er schnell Stammspieler und zeigte gute Leistungen, so dass er 1980 erstmals in die sowjetische Auswahl berufen wurde und im Kader der UdSSR für die Weltmeisterschaften 1982 und 1986 stand, er kam jedoch lediglich 1986 zum Einsatz. Insgesamt kam er zu zwölf A-Länderspieleinsätzen, bei denen ihm ein Tor gelang.
Mit Dynamo Kiew wurde er vier Mal sowjetischer Meister und drei Mal Pokalsieger der Sowjetunion, 1986 gewann er mit der Mannschaft den Europapokal der Pokalsieger, bevor er 1988 für sechs Monate zu Dnipro Dnipropetrowsk wechselte, und dort ebenfalls den Gewinn der sowjetischen Meisterschaft feiern zu können. Nach weiteren sechs Monaten zurück in Kiew, verließ er seine ukrainische Heimat. 
Jewtuschenko ging 1989 zum schwedischen Erstligisten AIK Solna, mit dem er 1992 den Gewinn der schwedischen Meisterschaft feiern konnte, bevor er seine aktive Laufbahn 1994/95 bei dem damaligen schwedischen Zweitligisten IK Sirius ausklingen ließ.
Nach seiner aktiven Zeit schlug er die Trainerlaufbahn ein, zuerst von 1997 bis 1999 als Co-Trainer von Hammarby IF, seit 2001 als Cheftrainer beim unterklassigen Valsta Syrianska IK.